# Пампа
Пампата (от кечуа: pampa – равнина; на испански: Pampa; на португалски: Pampa, мн. ч. pampas), пампаси в мн. ч., е названието на някои равнинни територии с преобладаваща тревиста растителност, разпространена в обширен регион в югоизточната част на Южна Америка, на териториите на Аржентина, Уругвай и най-южните райони на Бразилия. Същинските пампаси са разположени в Аржентина между 29° и 39° ю.ш., като на запад се простират до подножието на Андите, на изток – до бреговете на Атлантическия океан, на север граничат с географската област Гран Чако, а на юг – с Патагония.
На изток повърхността им е ниска (30 – 150 m), равнинна, с плоски вододели и древни долини. На запад се срещат пясъчни дюни, а на югоизток се издигат ниските планини Сиера дел Тандил и Сиера де ла Вентана (височина до 1250 m). Климатът е субтропичен с увеличаване на континенталността му на запад. Средните януарски (летни) температури са от 19 до 24°С, а средните юлски (зимни) – от 6 до 10°С. На изток валежите са равномерни през годината (годишна сума на валежите 800 – 950 mm), а на запад падат предимно през лятото и са от 300 до 500 mm. Много характерни са силните южни студени ветрове памперос. Главните реки са Парана с притоците си Каркараня и Рио Саладо. На изток пампата е заблатена и прорязана от изкуствени мелиоративни канали, а на запад е лишена от повърхностно течащи води, като за водоснабдяване и напояване се използват подземни.
В миналото на изток пампасите са били покрити с тревиста растителност, предимно диви житни треви, развити върху червено-черни почви, а на запад – със суха храстова степ върху сиво-кафеникави почви. Понастоящем дивата растителност почти изцяло е заместена с посеви пшеница и други културни растения. Те са основната селскостопанска област на Аржентина и се използва основно за животновъдство. В откритите степни пространства, които не са засегнати от модерното земеделие, се срещат типични представители на местната фауна – пампасен елен, пампасна котка, щрауси нанду, множество гризачи (нутрия, вискача), а също и броненосци.